# Doppelflöte

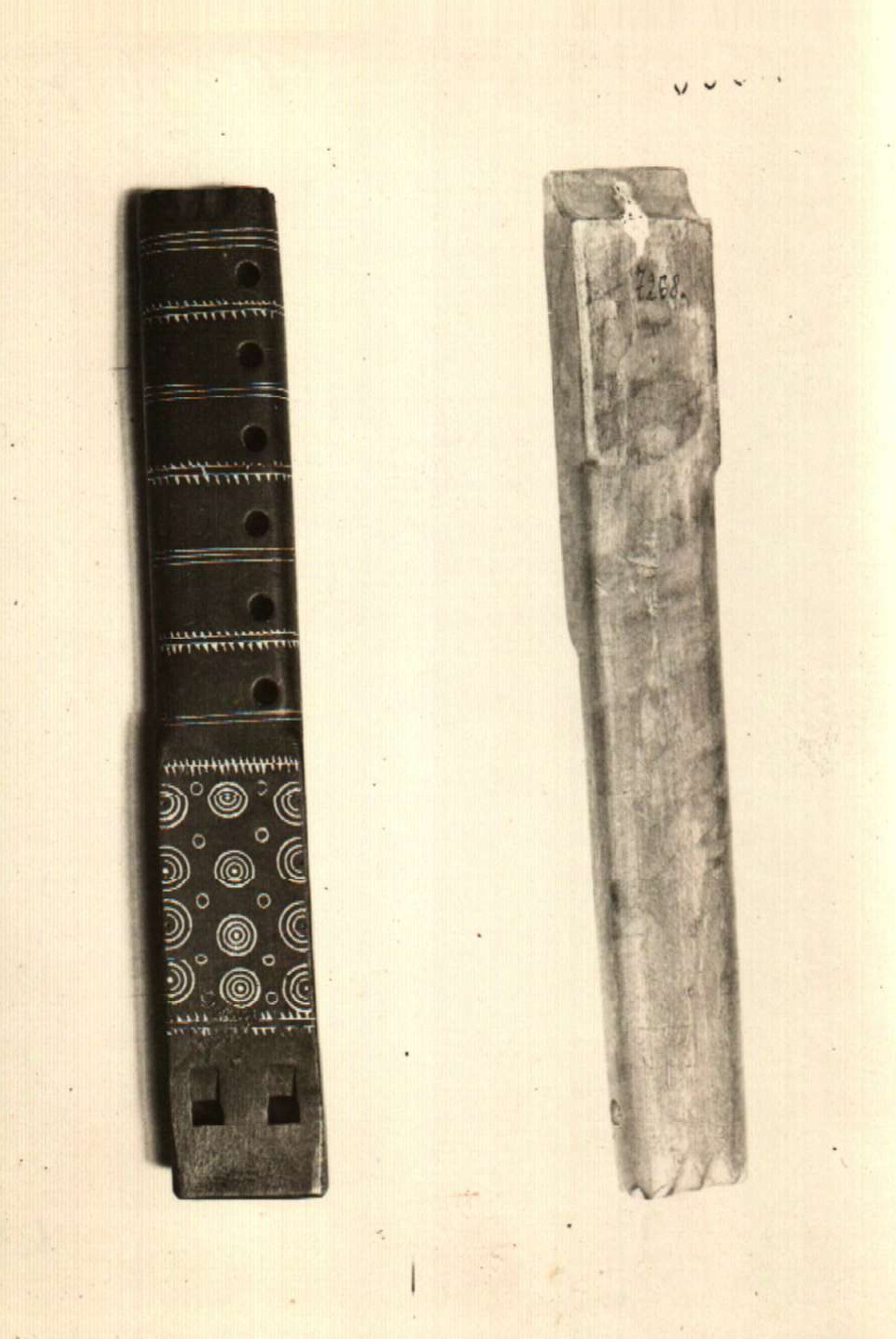
Einteilige Doppelflöte dwojanka aus Bulgarien, entspricht dem nordslowakischen Typ der dvojačka.

Eine Doppelflöte ist eine Flöte mit zwei separaten oder miteinander verbundenen Spielröhren, die zugleich angeblasen werden. In Europa bestehen Doppelflöten üblicherweise aus einem Holzstück, das zwei über Kernspalte angeblasene Spielröhren enthält, seltener kommen gedoppelte Längsflöten ohne Kernspalt vor und eine Besonderheit stellen in Indien ungefähr mittig angeblasene Querflöten dar. Je nach Anordnung der beiden Grifflochreihen sind Doppelflöten für ein zweistimmiges Melodiespiel, ein Zweiklangspiel mit einem festen Intervall (Akkordflöte), einen Zusammenklang zweier annähernd gleicher Töne, der eine Schwebung bewirkt, oder – wie in den meisten Fällen – für das Spiel einer Melodie- und einer zweiten liegenden Stimme (Bordun) geeignet.
Umgangssprachlich, aber instrumentenkundlich falsch werden gelegentlich auch andere gedoppelte Holzblasinstrumente (Doppelblasinstrumente, auch Doppelpfeifeninstrumente) mit Einfachrohrblatt „Doppelflöte“ genannt, des Weiteren kommt der antike griechische Aulos, das bekannteste aus zwei Spielröhren bestehende Rohrblattinstrument, in der älteren Literatur als „Doppelflöte“ vor.
Bei der Orgel bezeichnet Doppelflöte einen bestimmten Pfeifentyp.

## Herkunft

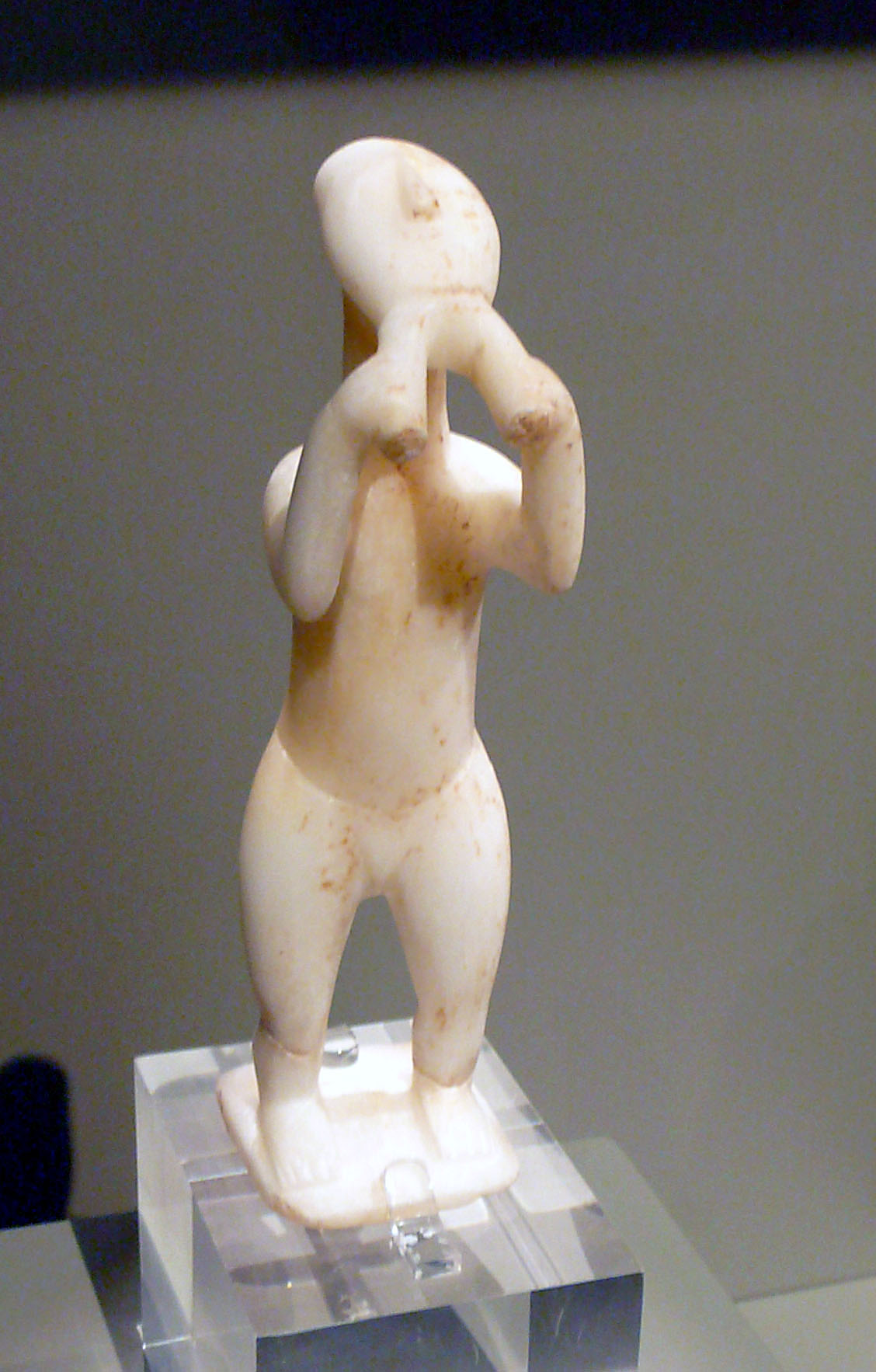
Marmorfigur aus Keros. Eine der frühesten Darstellungen eines Doppelblasinstruments. Kykladenkultur, 3. Jahrtausend v. Chr.

Unterschieden wird zwischen (1) Doppelblasinstrumenten aus zwei separaten Spielröhren wie dem antiken Aulos, die in einem veränderlichen Winkel zueinander zugleich angeblasen werden, (2) Instrumenten mit einzeln angefertigten und dann parallel verbundenen Spielröhren wie dem in der arabischen Volksmusik gespielten Einfachrohrblattinstrument zummara und (3) Doppelflöten, die aus einem Holzstück mit zwei Bohrungen bestehen wie den in der Volksmusik der Südslawen verwendeten Doppelflöten und der historischen Akkordflöte. Die Art der Tonerzeugung ist von dieser Formunterscheidung unabhängig. In Europa kommen von der Steinzeit bis in die traditionelle gegenwärtige Volksmusik Flöten fast nur mit Kernspalt vor. Randgeblasene Längsflöten gehören zum orientalischen Kulturbereich, wo sie seit den mesopotamischen Kulturen ab der Mitte des 3. Jahrtausends v. Chr. nachweisbar sind, und Querflöten waren und sind in Europa weitgehend der Kunstmusik vorbehalten.
Eine entwicklungsgeschichtliche Abfolge der Flötentypen in der Steinzeit, wie sie Curt Sachs ausgehend von der Eintonflöte mit Kernspalt vorschlug (vor allem in Geist und Werden der Musikinstrumente, Berlin 1929), ist kaum aufrechtzuerhalten, da grifflochlose Knochenflöten und Knochenflöten mit Grifflöchern gleichzeitig verwendet wurden und möglicherweise unterschiedliche Funktionen hatten. Aus der europäischen Steinzeit sind keine Fundstücke von Doppelflöten erhalten.

### Altertum

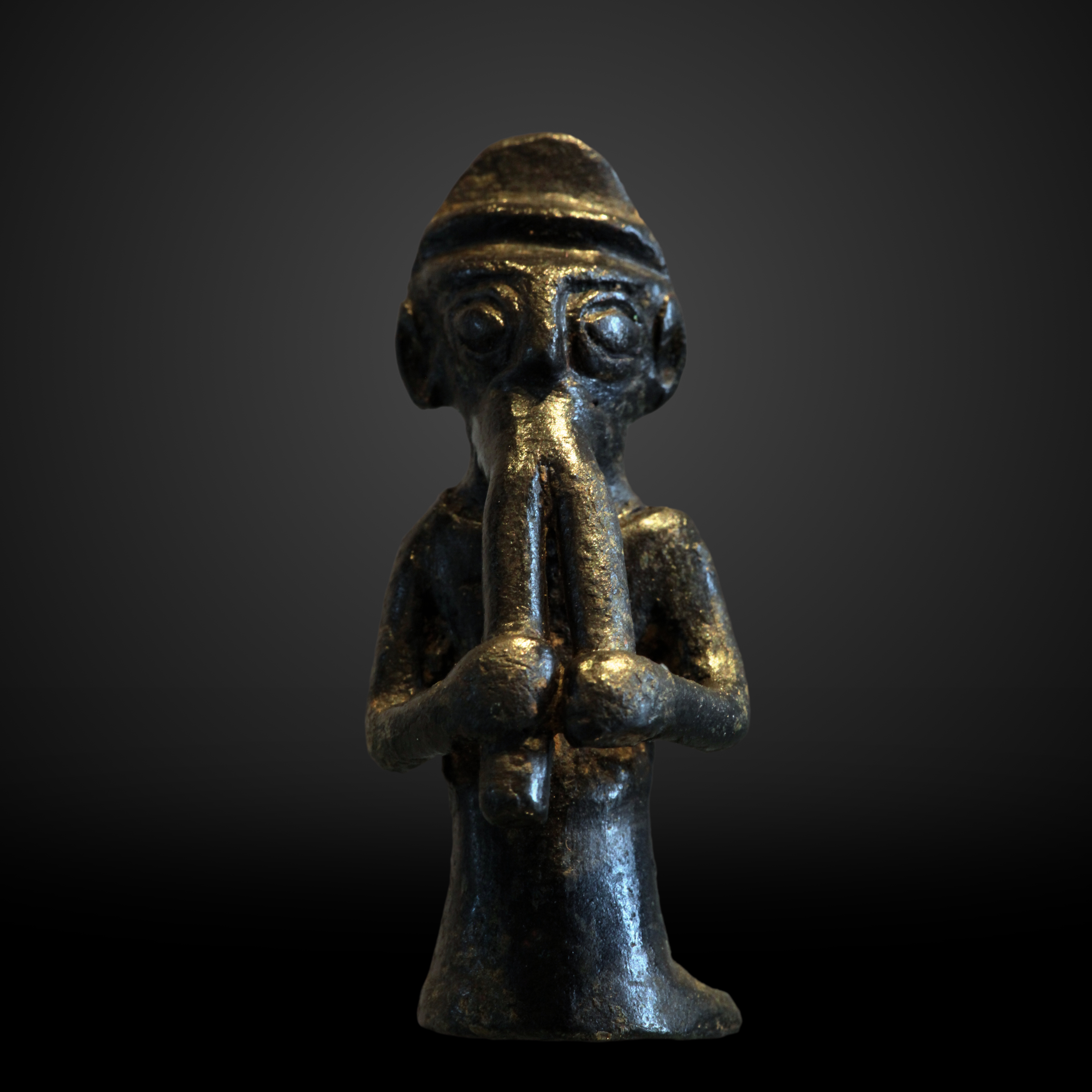
Bronzefigur eines Doppelblasinstrumentenspielers aus Masdschid-i Solaiman, Iran. Parthische Zeit, 3.–2. Jahrhundert v. Chr., Höhe 5 cm, Louvre

Doppelblasinstrumente, die aus zwei separaten, von einem Spieler zur selben Zeit geblasenen Einfach- oder Doppelrohrblattinstrumenten bestehen, sind seit der Kykladenkultur, ab dem 3. Jahrtausend v. Chr., aus dem östlichen Mittelmeerraum von Abbildungen bekannt. Dass es sich nicht um Flöten handelte, ist auf späteren Vasenmalereien erkennbar, die Auloi (Plural von Aulos, Einfach- oder Doppelrohrblatt) mit häufig leicht konischen Spielröhren und dünnen Mundstücken zeigen. Ansonsten ist bei den zahlreichen Darstellungen von Doppelblasinstrumenten im antiken Mittelmeerraum und Alten Orient häufig nicht klar zu bestimmen, ob nach der grundsätzlich unterschiedlichen Art der Tonerzeugung Rohrblattinstrumente oder Flöten abgebildet sind. Eine zur frühbronzezeitlichen Keros-Syros-Kultur gehörende, 20 Zentimeter hohe Figurine aus Marmor wurde zusammen mit einem Harfenspieler auf der griechischen Insel Keros gefunden. Die Figurine bildet eine Gruppe von mindestens vier Holzblasinstrumentenspielern, von denen die anderen jedoch nicht vollständig erhalten sind, außerdem gehören zwei Panflötenspieler zu dieser am Übergang der Steinzeit zu einer frühen Hochkultur entstandenen Gruppe. Bei einer der männlichen Figuren aus Keros wächst eine breite Spielröhre aus deren vorgestrecktem Kinn nach vorn. Der Musiker hält sein Einzelblasinstrument wie die zwei Spielröhren der abgebildeten Figur mit beiden abgewinkelten Armen. Wegen des breiten Mundstücks der einzelnen Spielröhren hält Hermann Moeck (1951) diese Figur für den frühesten Beleg einer europäischen Doppelflöte vom selben Typ, den heute die Südslawen auf dem Balkan spielen.

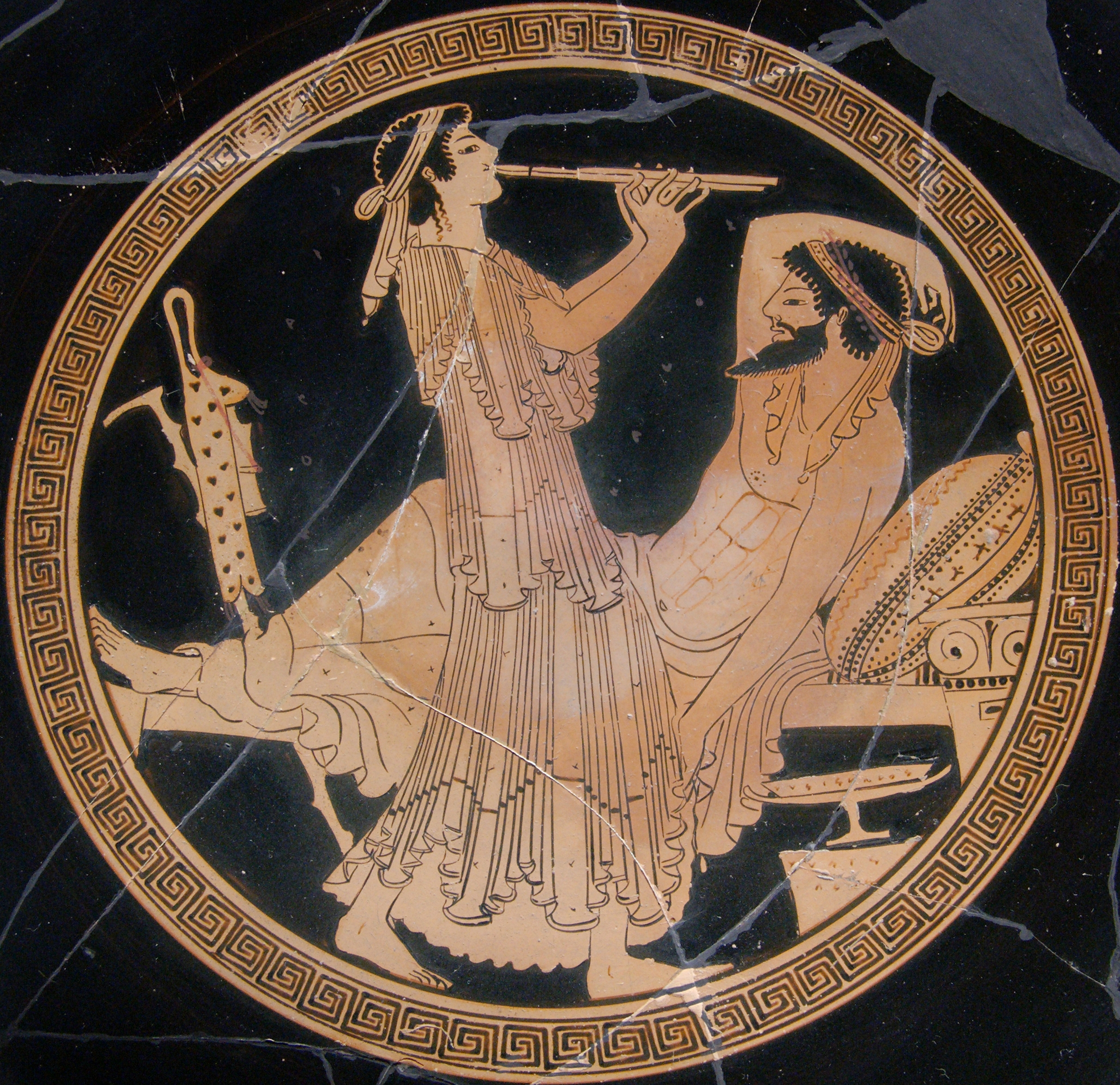
Aulosbläser bei einem Symposion. Ein Tondo mit einer rotfigurigen Vasenmalerei aus Vulci, um 490 v. Chr.

Zu den in die Mitte des 3. Jahrtausends v. Chr. datierten Funden der sumerischen Musikkultur aus den Königsgräbern von Ur gehören Schrifttafeln und Rollsiegelabdrücke, die Rundharfen, Leiern und Längsflöten zeigen sowie bruchstückhafte Darstellungen von Trompeten und zwei silberne Röhren mit Grifflöchern, die als Doppeloboe (Doppelrohrblattinstrument) gedeutet werden. Aus altbabylonischer Zeit, Anfang des 2. Jahrtausends v. Chr., stammen mehrere Tonfiguren von Affen, die auf einer Flöte oder einer Doppeloboe spielen. Aus dem 2. Jahrtausend v. Chr. sind zahlreiche Darstellungen von Doppelblasinstrumenten auf Tonreliefs überliefert, weil diese unter Verwendung von Modeln serienmäßig angefertigt wurden. Bei einer stilisierten Tonfigur eines Mannes mit abgewinkelten Armen, der mit beiden Händen ein Doppelblasinstrument hält, ist dieses als Ritzzeichnung auf seiner Brust dargestellt. Zwei Reihen mit jeweils acht eingedrückten Mulden sollen die Fingerlöcher markieren. In Larsa wurde eine Affenfigur mit einem Doppelblasinstrument ausgegraben, deren Spielröhren ungleich lang sind.
Im ägyptischen Alten Reich in der zweiten Hälfte des 3. Jahrtausends v. Chr. wurden Flöten, Doppelflöten und Rohrblattinstrumente gespielt. Doppelblasinstrumente, die wahlweise als „Flöten“ oder „Oboen“ bezeichnet werden, gab es den Texten oder Abbildungen zufolge auch bei den Hethitern, in späthethitischer Zeit und im Assyrischen Reich. An vielen Fundorten in Mesopotamien wurden weibliche Tonfiguren aus seleukidischer Zeit ausgegraben, die erkennbar gedoppelte Rohrblattinstrumente in den Händen halten und eine lange, kontinuierliche Tradition von Doppelblasinstrumenten belegen. Am großen Tempel der parthischen Stadt Hatra ist aus der zweiten Bauphase (etwa 80 bis 150 n. Chr.) ein Relief mit einem Spieler einer Doppeloboe erhalten. Dies ist die früheste bekannte Abbildung eines Doppelaulos in Mesopotamien mit drehbaren Metallringen, die über die Spielröhren geschoben werden, um durch Abdecken einzelner Grifflöcher die Tonlage des Instruments zu ändern. Sollte das gewünschte Griffloch offen sein, drehte der Spieler den Ring, bis dessen Öffnung genau über dem Griffloch lag. Diese Drehringe waren bereits im antiken Griechenland und im Römischen Reich bekannt und gelangten zusammen mit der Panflöte (syrinx) ins Zweistromland.
Unter den in der Bibel erwähnten Musikinstrumenten wird der Name hālīl (von der hebräischen Wurzel ḥll, „aushöhlen, durchbohren“) unterschiedlich als gedoppeltes Rohrblattinstrument, Flöte Doppelflöte oder als Sammelbezeichnung für Blasinstrumente interpretiert.
Die Euterpe, eine der Musen der griechischen Mythologie wird häufig mit einer Flöte oder einem Doppelaulos als ihrem Attribut abgebildet. Sie gilt als Erfinderin der Auletik, in der älteren Literatur mit „Flötenspiel“ übersetzt, dem instrumentalen Vortrag auf dem Aulos. Durch die Flöte steht sie mit der Kunstgattung der gesungenen Poesie in Verbindung, bei der ein solistischer Sänger von einer Flöte begleitet wird.

### Europäisches Mittelalter und Westeuropa

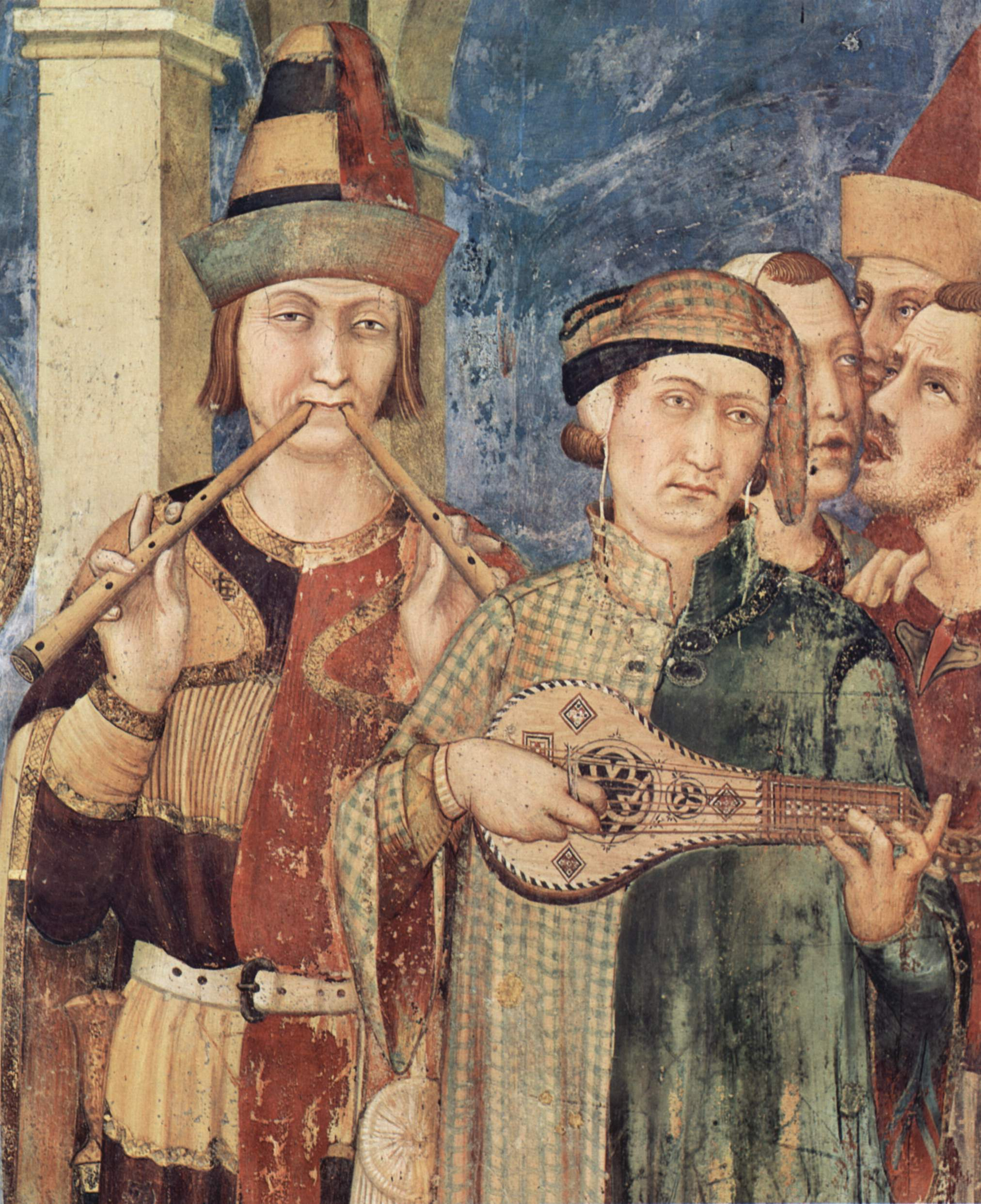
Musiker mit Doppelflöte und Knickhalslaute (ähnlich der späteren Mandora). Detail einer Szene aus dem Leben des Hl. Martin von Tours. Fresko von 1322–1326 in der Unterkirche der Basilika San Francesco in Assisi.

Edward Buhle (1903) bildet mehrere Musiker mit Doppelblasinstrumenten auf Miniaturen des 10. bis 13. Jahrhunderts ab, auf denen jedoch nicht erkennbar ist, ob es sich um Doppelflöten handelt. Buhle hält die Darstellungen für eine aus der Antike übernommene Tradition von Blasinstrumenten, die in jener Zeit in Europa nicht mehr in Gebrauch waren. Seit dem frühen Mittelalter werden in Europa gedoppelte Kernspaltflöten verwendet; wann sie erstmals auftreten, ist jedoch unklar. Der französische Komponist und Dichter Guillaume de Machaut (1300/05–1377) schreibt in La Prise d’Alexandrie über die Doppelflöte die Verszeilen:
„Et de flajos plus de x paires, c'est-à-dire de xx manières, tant de fortes comme des légères“ (deutsch: „Und mehr als 10 Paar Flöten, also 20 Stück, so laut wie leise“).
Auf einer englischen Miniatur aus dem 14. Jahrhundert ist in der Mitte ein Akrobat im Handstand zu sehen, der von einem Musiker mit Doppelflöte und einem weiteren Musiker mit Einhandflöte und Tabor flankiert wird. Der Spieler der Doppelflöte hält die beiden Rohre in spitzem Winkel auseinander.
Ein Fresko in der Unterkirche der Basilika San Francesco in Assisi von 1322–1326 zeigt einen Musiker mit zwei Kernspaltflöten, die er in einem spitzen Winkel auseinanderhält. Der Musiker ist kaum in der Lage, seine Flöten zu fassen, die außerdem mehr Löcher haben als er mit den Fingern erreichen kann.
Eine einteilige Doppelflöte spielt eine auf einem Schwan sitzende Dame, die Baccio Baldini (um 1436–1487) etwa 1470 als Kupferstich mit dem Titel Musik darstellt. Das kurz nach 1500 entstandene Wandbild Mariä Aufnahme in den Himmel des italienischen Malers Girolamo di Benvenuto (um 1470–1524) in der Kirche Santa Maria in Portico a Fontegiusta in Siena zeigt eine Doppelflöte mit einer kürzeren rechten Spielröhre. Der Haushaltsbuchführung des Herzogs Karl der Kühne von 1457 ist zu entnehmen, dass der Spieler einer Doppelflöte eine Bezahlung erhielt. Der Komponist Johannes Tinctoris gebrauchte um 1484 für ein Doppelblasinstrument, das bei einer Komposition zu spielen sei, das Wort tibia, das jedoch mehrdeutig ist, da es bei den Römern die lateinische Bezeichnung des Rohrblattinstruments Aulos war. Im 16. Jahrhundert waren wohl Doppelblasinstrumente in Westeuropa häufig Doppelrohrblattinstrumente.
Seit dem 16. Jahrhundert kommen zwei verschiedene Typen von Doppelkernspaltflöten vor. Der eine Typ besitzt eine ungleiche Anzahl von Fingerlöchern in beiden Reihen, sodass eine Spielröhre für einen Bordunton gebraucht worden sein könnte. Als Borduninstrumente zur Gesangsbegleitung wurden jedoch seit dem Mittelalter Sackpfeifen und Drehleiern bevorzugt. Laut einem Stuttgarter Kapellinventar von 1589 gebrauchte man die Doppelflöte zu jener Zeit nur noch beim „Fastnachtsspiel“. Bei einer im All Souls College in Oxford befindlichen Doppelflöte aus dem 16. Jahrhundert sind die aus einem Holzstück ausgebohrten Spielröhren unterschiedlich lang und im Abstand einer Quinte gestimmt. Sie haben jeweils vier verschieden angebrachte Fingerlöcher und ein Daumenloch, die mit den Fingern beider Hände unabhängig zu spielen waren.

Von William Bainbridge um 1806 eingeführtes Doppelflageolett.

Beim anderen Instrument bläst der Spieler durch ein Mundstück zwei unterschiedlich positionierte Schneidenkanten an und deckt mit jeweils einem Finger die eng nebeneinander in einer gemeinsamen Mulde liegenden Grifflöcher der beiden Spielröhren ab. Nach niederländischen Quellen soll der in Amsterdam wirkende Instrumentenbauer Michiel Parent (1663–1710) um 1700 diese Doppelblockflöte oder „Akkordflöte“ erfunden haben, wobei bereits am 20. Januar 1667 der englische Chronist Samuel Pepys (1633–1703) in seinem Tagebuch von der musikalischen Mode mit einem Vorläufer der Doppelblockflöte schreibt, nämlich „zwei Flöten derselben Tonlage miteinander zu verbinden, damit ich auf einer spielen und das dann auf der anderen als Echo wiederholen kann, was sich außerordentlich hübsch anhört.“
Aus dem 18. Jahrhundert sind Doppelflöten mit ungleich langen Spielröhren und Akkordflöten mit versetzt angebrachten Schneidenkanten erhalten, die einen Terzakkord produzieren. Die Akkordflöte entwickelte sich bis zur Mitte des 19. Jahrhunderts weiter. Anfang des 18. Jahrhunderts wurde sie vom Basler Holzblasinstrumentenbauer Christian Schlegel (um 1667–1746) unter dem Namen „Plattflöten“ aus einem flachen Holzstück angefertigt. Ein in einem Katalog von 1906 des Historischen Museums in Basel aufgeführtes Exemplar hat sieben Fingerlöcher pro Spielröhre und ist aus dunkelrot lackiertem Obstbaumholz gefertigt. Der Basler Kapellmeister und Komponist Jakob Christoph Kachel (1728–1795) schrieb zu Schlegels Flöten (in einem mit „Historischer Versuch über die Musik“ betitelten Manuskript):

„Die Doppelflöte, oder Plattflöte, darauf man kleine Stücklein terzenweise spielen kann, hat vor 40 Jahren der alte Schlegel in Basel, des nunmehr verstorbenen Vater erfunden. Ist mit seinem Erfinder verschwunden.“

Schlegel war nicht der Erste, dem die Erfindung der Doppelflöte zugedacht wurde. Nach ihm erfand der englische Instrumentenbauer William Bainbridge um 1806 in London ein Flageolett mit zwei umgekehrt konischen Spielröhren, die über eine gemeinsame Windkammer mit Luft versorgt werden. Der Spieler bläst über ein Schnabelmundstück in diese Kammer und kann über einen eingesetzten, steuerbaren Klappenmechanismus eine der beiden Spielröhren schließen. Die rechte Spielröhre hat vier Grifflöcher, die linke sieben. Beim größeren Tenor-Doppelflageolett beträgt der Tonumfang rechts d1 bis b2 und links fis bis a2. Das etwas kleinere Modell Octave ist eine Quarte höher auf den Grundton G gestimmt. Mitte der 1820er Jahre führte Bainbridge noch ein Tripelflageolett (tenor triple-flageolet) ein, deren drei Röhren (die dritte ist eine Bordunpfeife) wie beim indischen Einfachrohrblattinstrument pungi in einer runden starren Windkapsel stecken. Das Tripelflageolett war eine relativ kostspielige Rarität. Anfang des 20. Jahrhunderts waren Doppelflöten in Westeuropa weitgehend verschwunden.

### Echoflöte

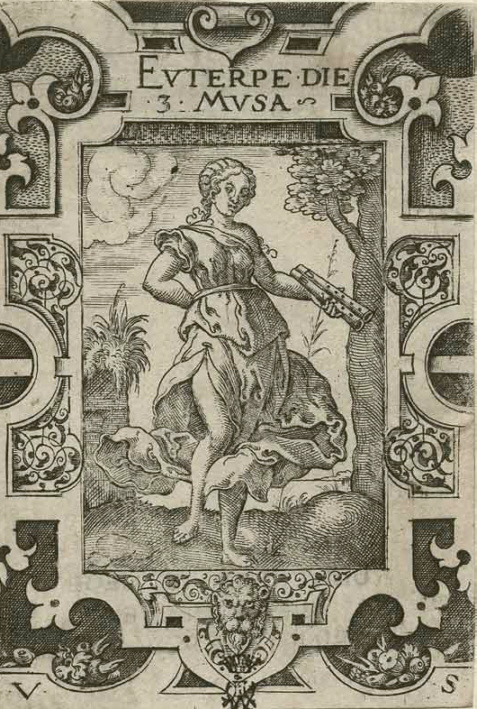
Euterpe, eine Muse der griechischen Mythologie, hält eine Doppelblockflöte. Kupferstich von Virgil Solis zu Ovids Methamorphosen von 1562

Der Name fiauto d’echo ist vor allem bekannt, weil Johann Sebastian Bach ein so genanntes Instrument für sein 4. Brandenburgisches Konzert von 1721 vorschreibt. In mehreren Quellen vom Ende des 17. Jahrhunderts bis zum Anfang des 18. Jahrhunderts werden „Echoflöten“ angegeben, ohne dass zweifelsfrei geklärt ist, um welche Instrumente es sich dabei handeln sollte. In einer Serenate von Giovanni Bononcini (Il fiore delle Eroine, 1704) werden beispielsweise zwei Flöten und zwei Echoflöten verlangt, die alle denselben Tonumfang besitzen. Die Echoflöten waren vorgesehen, um – vielleicht von außerhalb der Bühne – die melodischen Phrasen der Flöten zu wiederholen. In Étienne Louliés musiktheoretischer Schrift Éléments ou Principes de musique mis dans un nouvel ordre (Paris, 1696) werden zwei Echoflöten erwähnt: die eine laut und die andere weich klingend. Hierbei könnte es sich um zwei miteinander verbundene Blockflöten gehandelt haben, wie sie wahrscheinlich auch der französische Blockflötist Jacques Paisible (um 1656–1721) verwendete, der bei seinen Konzerten in London zwischen ungefähr 1713 und 1718 mit einer „echo flute“ oder einer „small echo flute“ Aufmerksamkeit erregte. Für die Methode, zwei Blockflöten zur selben Zeit zu spielen, war auch Paisables älterer Musikerkollege, der Violinist und Blockflötist James Banister (1662–1736) bekannt.
Mehrere paarweise verbundene Blockflöten sind aus Privatsammlungen vom Anfang des 18. Jahrhunderts erhalten, unter anderem vom französischen Holzblasinstrumentenbauer Pierre Jaillard Bressan (1663–1731) und vom Flötenmacher Johann Heitz (1673–1737) in Berlin. Ein weiteres Blockflötenpaar vom Ende des 18. Jahrhunderts eines unbekannten sächsischen Herstellers, das sich im Grassimuseum in Leipzig befindet, ist durch einen Messingstreifen fest verbunden.
Kontrovers diskutiert wurde der von Bach als fiauto d’echo bezeichnete Flötentyp. Der amerikanische Blockflötenexperte Dale Higbee (1925–2015) vertrat 1962 die Ansicht, Bach habe zwei übliche Blockflöten in f1-Lage verlangt und sich mit diesem Ausdruck, der sonst nirgends in seinem Werk vorkommt, lediglich auf die Spielweise bezogen, woraus Higbee folgerte, es sei ein Antworten zwischen den Flöten, also ein musikalischer Echoeffekt, gemeint gewesen. „Echo“ hätte sich auch auf eine um eine Oktave höhere Blockflöte beziehen können.
Bach komponierte das 4. Brandenburgische Konzert zur selben Zeit, in der Paisible in London mit einer speziell konstruierten „Echoflöte“ Bekanntheit erlangte. Darauf macht der englische Musiker und Dirigent Thurston Dart (1960) aufmerksam. Bach könnte in Berlin von Neuerungen der Londoner Musikszene erfahren haben, und weil Bach ansonsten sprachlich genaue Angaben machte, sei die fiauto d’echo vermutlich weder eine Blockflöte noch eine Querflöte, sondern ein andersartiges Instrument gewesen.
David Lasocki (1992) greift die Kontroverse der 1960er Jahre auf und vermutet, es müsse sich bei der Echoflöte entweder um eine bestimmte Tonlage einer üblichen Flöte oder um einen Echoeffekt, also um eine besondere Spielweise handeln, vielleicht seien auch im übertragenen Sinn die Blockflöten als melodischer Nachhall der Solo-Violine gemeint. Damit folgt Lasocki im Wesentlichen Higbee und widerspricht Dart. Von der mehrfach in Londoner Veranstaltungskalendern angekündigten „Echoflöte“ Paisibles sei nach dem Tod des Musikers 1721 nichts mehr zu lesen gewesen, auch habe man im Nachlass des Musikers keine Doppelflöte gefunden. Eine allbekannte Blockflöte wiederholt vor Konzerten als eine Besonderheit anzukündigen, erscheint Lasocki hingegen auch nicht wahrscheinlich, was für eine irgendwie modifizierte Blockflöte spricht. Einen als Hypothese formulierten Erklärungsversuch zur Frage, ob Paisibles Echoflöte eine herkömmliche oder eine modifizierte Blockflöte war, liefert Jeremy Montagu (1981). Er vermutet als Echoflöte eine Blockflöte mit einer speziellen Vorrichtung (etwa ein zusätzliches Daumenloch), die es erlaubt, in derselben Tonhöhe abwechselnd laut und leise zu spielen. John Martin (1989) konkretisiert die besondere Ausführung mit der Vermutung, ein Londoner Flötenbauer habe eine laut und eine leise klingende Blockflöte verbunden und ein solches Instrument an Paisible verkauft. Dass Paisible mutmaßlich Blockflötenpaare spielte, wird durch zeitgenössische Quellen bestärkt und diese Spielweise könnte in Deutschland bekannt geworden sein.
Paisibles Echoflöte war möglicherweise kein singuläres Phänomen, sondern bereits in den 1690er Jahren in Frankreich unter dem Namen flûte d’écho bekannt. In Étienne Louliés musiktheoretischer Schrift Éléments ou Principes de musique mis dans un nouvel ordre (Paris, 1696) heißt es, der Klang von zwei flûtes d’écho sei verschieden, nämlich laut oder weich. George Goebel (1995) schließt daraus, dass sich die Bezeichnung flûtes d'écho auf  einen besonderen Typ einer Flöte beziehen müsse, denn es sei unwahrscheinlich, dass Loulié, um den Klangunterschied laut – weich zu verdeutlichen, als Beispiel ausgerechnet eine gewöhnliche Blockflöte mit den geringsten dynamischen Möglichkeiten aller Barockinstrumente gewählt habe. Paisible siedelte zwar 1673 nach England über, hielt sich aber zumindest 1693 eine Zeit lang in Frankreich auf und dürfte deshalb die französische flûte d’écho gekannt haben. Wie dieses Instrument aussah, sei damit nicht geklärt, so Goebel.
Die Echoflöte könnte aus zwei einzelnen, in einem gewissen Abstand durch Querstäbe verbundenen Spielröhren mit unterschiedlichen Klangeigenschaften bestanden haben, die der Musiker im Wechsel anblies. Diese Konstruktion gehört nicht eigentlich zu den Doppelflöten. Ein solches Exemplar aus der zweiten Hälfte des 18. Jahrhunderts wird im Museum für Musikinstrumente der Universität Leipzig aufbewahrt. Für eine konzertante Verwendung dürfte ein solches Instrument unhandlich und nicht verwendbar gewesen sein, zumindest hätte sich der für das 4. Brandenburgische Konzert erforderliche schnelle Wechsel zwischen den Flöten kaum durchführen lassen.
Wenn Bachs Echoflöten eine besondere Bauform waren, dann erscheinen daher echte Doppelflöten mit zwei Bohrungen in einem Holzstück, die auf dieselbe Tonhöhe gestimmt sind, am wahrscheinlichsten. Eine entsprechende Doppelflöte ist auf einem Kupferstich von Christoph Weigel (Der Pfeiffenmacher, Regensburg) von 1698 abgebildet. Lorenzo Alpert, Fagottist im Concerto Köln, ließ eine solche Echoflöte mit getrennten Anblasöffnungen an einem breiten Schnabel und zwei Reihen von eng nebeneinander liegenden Grifflöchern bauen. Auf einer der beiden Labien ist ein Holzplättchen befestigt, das beim Wechsel auf diese Spielröhre bei gleichbleibendem Blasdruck für einen leiseren Klang sorgt. Im Jahr 2014 führte das Concerto Köln mit zwei dieser experimentellen Echoflöten das 4. Brandenburgische Konzert auf.

## Verbreitung

### Balkan und Osteuropa

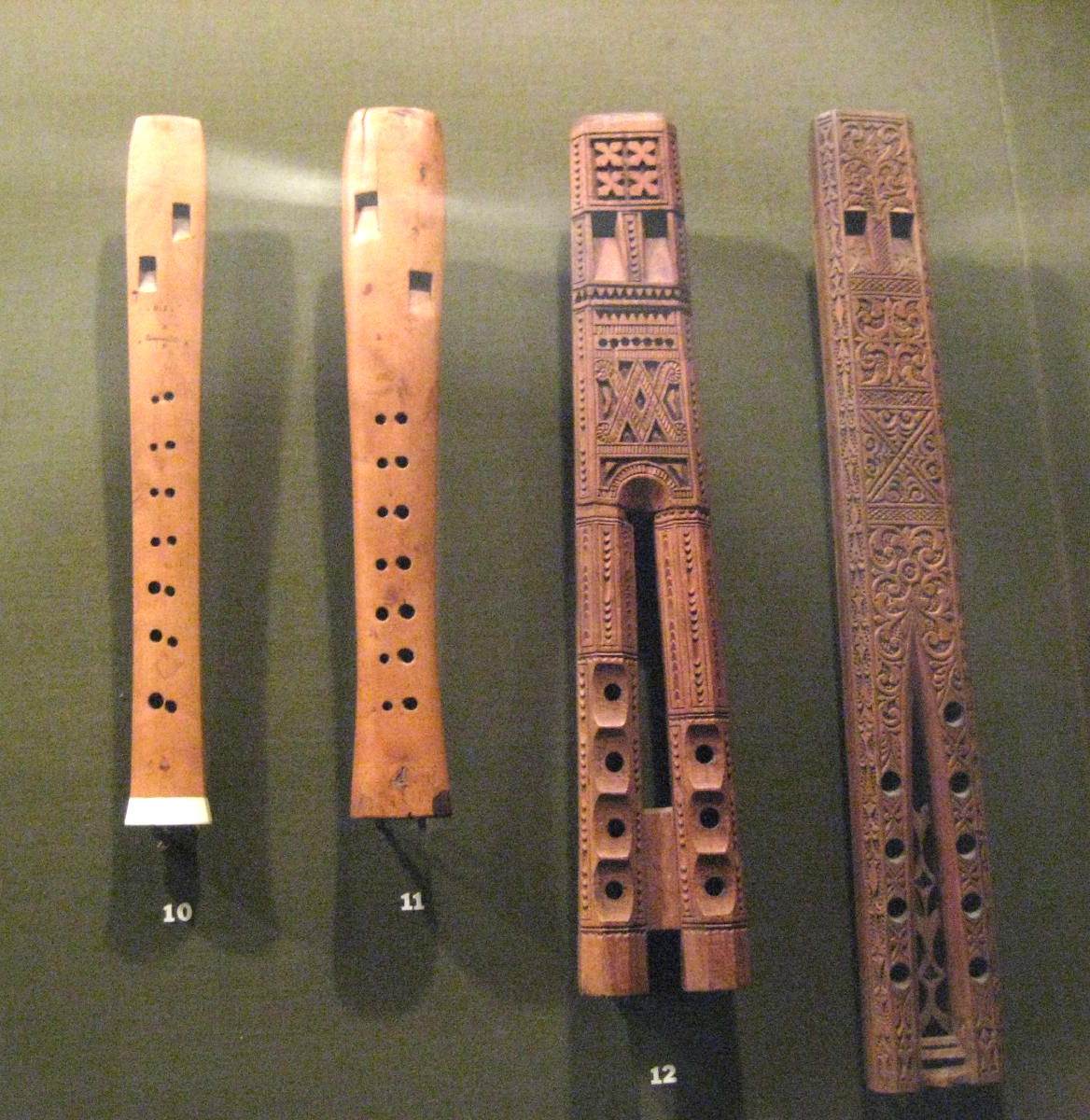
Links zwei Doppelflöten aus der Schweiz (um 1800) und Deutschland (Ende 18. Jahrhundert), rechts zwei dvojnice aus dem Gebiet des ehemaligen Jugoslawien (19. Jahrhundert). Metropolitan Museum of Art, New York.

Vokale Bordunmusik ist eine alte indoeuropäische Tradition. Borduninstrumente werden bis heute in zahlreichen Formen vor allem in der indischen, ferner in der arabischen und persischen Musik verwendet, wo ein Bordunklang oder wenigstens ein tonales Zentrum die Grundlage bilden. Im europäischen Mittelalter gehörte der Bordun gleichermaßen zur weltlichen und geistlichen Vokal- und Instrumentalmusik: von der Sackpfeife bis zur Orgel. Bei den Südslawen haben sich in einigen Ländern auf dem Balkan und in Osteuropa mittelalterliche Spielweisen auf Doppelflöten in der Volksmusik erhalten. Neben der Spielweise mit einer Melodie- und einer Bordunröhre sind bei einigen Doppelflöten auf dem Balkan zwei Melodieröhren in ihren Tonhöhen gegeneinander versetzt, sodass der Spieler konstante Intervalle produziert, wenn er mit beiden Händen die Fingerlöcher symmetrisch greift.
In Kroatien ist die Doppelflöte sloškinja (auch teležnica) ein typisches Borduninstrument mit sechs Grifflöchern in einer Spielröhre und keinen Grifflöchern in der anderen Röhre.
Im Katalog des Musikinstrumentenmuseums in Brüssel von 1893 listet Victor-Charles Mahillon eine italienisch zampogna a due bocche („Zampogna mit zwei Mündungen“, bosnisch svardonitsa) genannte flache Doppelflöte, bei der die Spielröhren bis zur Mitte in einem Holz vereint sind und in der unteren Hälfte zwei getrennte Röhren bilden. Die linke Spielröhre hat fünf und die rechte vier Grifflöcher. Ein etwas größeres Instrument dieses Namens, das aber links nur drei und rechts vier Grifflöcher hat, beschreibt Curt Sachs (1908). Die drei unteren Grifflöcher beider Röhren sind ungefähr parallel. Bei geschlossenen Grifflöchern produziert die von einem bosnischen Hirten stammende Flöte den Grundton as1, beim Öffnen der vier Löcher rechts ergeben sich nacheinander die Töne b1, ces1, c2 und des2. Durch Überblasen lassen sich die zweiten, dritten und vierten Obertöne hervorbringen. Sachs hält die ungewöhnliche Tonfolge der drei doppelt vorhandenen unteren Grifflöcher für das Relikt eines sehr alten europäischen Tonsystems und das vierte obere Griffloch rechts für hinzugefügt, um eine diatonische Folge in Des-Dur und Ges-Dur zu erhalten.
Die dvojnice, die auch diple („die Doppelte“) genannt wird (ansonsten steht diple für ein gedoppeltes Rohrblattinstrument oder eine Sackpfeife), besteht aus zwei Spielröhren in einem Holzstück, das sich bei manchen Exemplaren nach unten etwas verbreitert. Die rechte Röhre hat allgemein in Kroatien ein Griffloch mehr (vier oder fünf) als die linke (drei oder vier). Die dvojnice wird zur Gesangsbegleitung verwendet. In Dalmatien, Westserbien, Šumadija und Bosnien-Herzegowina sind vier bzw. fünf Grifflöcher üblich, in Ostserbien entspricht die Doppelflöte der sloškinja. In der Region Herzegowina heißt diese Doppelflöte dvogrle. Sie wird meist mit parallelen Fingerpositionen gespielt, um Tonfolgen in Sekund-Zweiklängen zu produzieren, oder es wird mit einer Spielröhre die Melodie der anderen ausgeschmückt. In Kroatien sind auch Flöten mit drei und vier Spielröhren bekannt. Die troynice hat vier Fingerlöcher in der rechten Spielröhre, drei in der mittleren und keines in der Bordunröhre auf der rechten Seite.

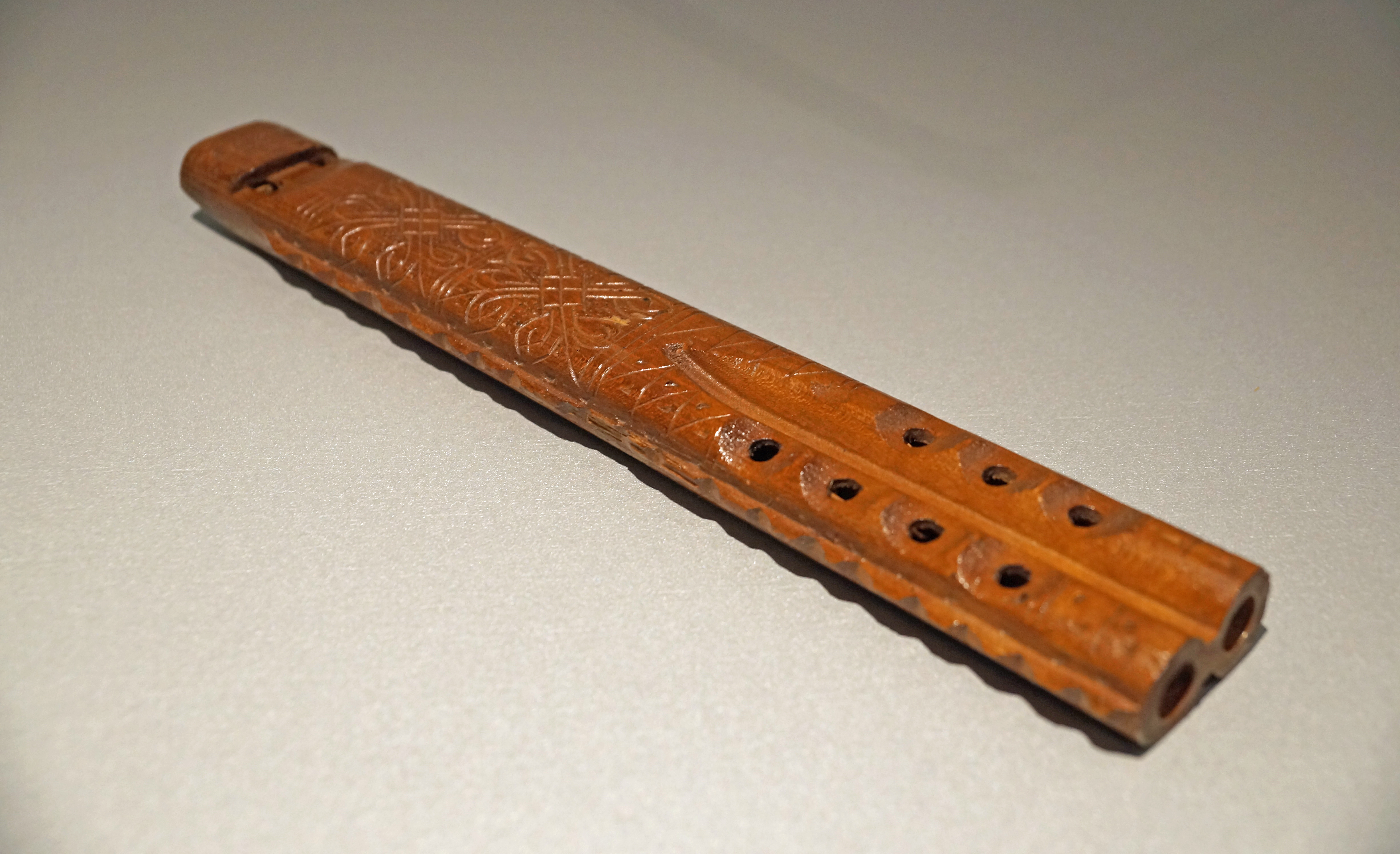
Im Südwesten von Albanien gespielte cula-diare, der serbisch-kroatischen dvojnice entsprechend.

In Albanien kommt die Doppelflöte cula-diare (auch curle dyjare) nur in der südwestlichen Region Labëria vor, die für ihren iso-polyphonen Gesangsstil mit einer tiefen Bordunstimme bekannt ist.
In der Slowakei besteht die Doppelflöte dvojačka im Zentrum des Landes aus einer durchschnittlich 43 Zentimeter langen Hirtenflöte mit sechs Fingerlöchern und einer mit dieser verbundenen, gleich langen Flöte ohne Fingerlöcher, die der grifflochlosen Obertonflöte koncovka entspricht. Beim etwas kürzeren nordslowakischen Typ der Doppelflöten sind bei der entsprechenden Zahl von Fingerlöchern beide Röhren in ein Holzstück gebohrt. Durch das gleichzeitige Anblasen von zwei Röhren sind die spieltechnischen Möglichkeiten bei der Erzeugung der Obertöne eingeschränkt. Die dvojačka gehört traditionell zum Instrumentarium der Hirten, die sie solistisch zur eigenen Unterhaltung spielen.
Charakteristisch für die slowakische Volksmusik ist die lange, senkrecht gehaltene Kernspaltflöte fujara. Eine besondere Bauform ist die fujara-dvojka („Fujara-Zweier“) oder dvojitá fujara („Doppel-Fujara“), die in zwei Varianten hergestellt wird: aus zwei gleich langen Spielröhren, die mit Messingblech und Hautstreifen verbunden werden, und aus einem Holzstück, bei dem die beiden Röhren durch eine Einkerbung in der Mitte angedeutet sind. Eine Röhre der fujara-dvojka besitzt drei Grifflöcher, die andere ist grifflochlos.
Die dwojanka der bulgarischen Volksmusik ist namentlich mit der slowakischen dvojačka verwandt. Sie wird hauptsächlich im Westen und Südwesten des Landes in den Gebieten der Rhodopen gespielt, in denen eine zweistimmige Gesangstradition gepflegt wird. Die Spielröhre mit sechs Fingerlöchern und die Bordunröhre mit einem seitlichen Fingerloch werden meist aus einem Holzstück angefertigt. Mit der traditionellen Schäferflöte werden unter anderem Reihentänze begleitet.
Die dwodenziwka gehört zur Gruppe der ukrainischen Kernspaltflöten sopilka und wird aus einem Holzstück angefertigt. Sie besitzt entweder zwei Spielröhren mit vier Fingerlöchern und drei Fingerlöchern oder eine Spielröhre mit fünf Fingerlöchern und eine Bordunröhre ohne Löcher.
Die fluier gemănat in Rumänien besteht meist aus einem Holzstück, gelegentlich werden zwei hölzerne Röhren parallel zusammengeleimt. Üblich sind Spielröhren mit sechs Fingerlöchern und Bordunröhren ohne oder mit einem Fingerloch.
In Ungarn ist die kettősfurulya oder ikerfurulya („Doppel“- oder „Zwillingsflöte“) eine Mitte des 20. Jahrhunderts sehr selten gewordene Doppelflöte, die wie die einfache Kernspaltflöte furulya gespielt wird. Die Spielröhre hat sechs Fingerlöcher, die Bordunpfeife keine.
In der südpolnischen Bergregion der Karpaten kommt eine gedoppelte Kernspaltflöte vor, die wie die einzelne Kernspaltflöte piszczałka genannt wird. Ebenso stehen die russischen Bezeichnungenswirel, dwoinitsa und dwoitschatka für einfache Kernspaltflöten und im Westen Russlands für seltene Doppelflöten, bei denen die beiden separaten und unterschiedlich langen Spielröhren in einem spitzen Winkel zueinander geblasen werden. Die beiden Röhren haben traditionell jeweils zwei Grifflöcher an der Oberseite und ein Daumenloch, heutige Flöten können weitere Grifflöcher besitzen. Der allgemeine Name für Kernspaltflöten im nordöstlichen Europa ist dudka.

### Südasien

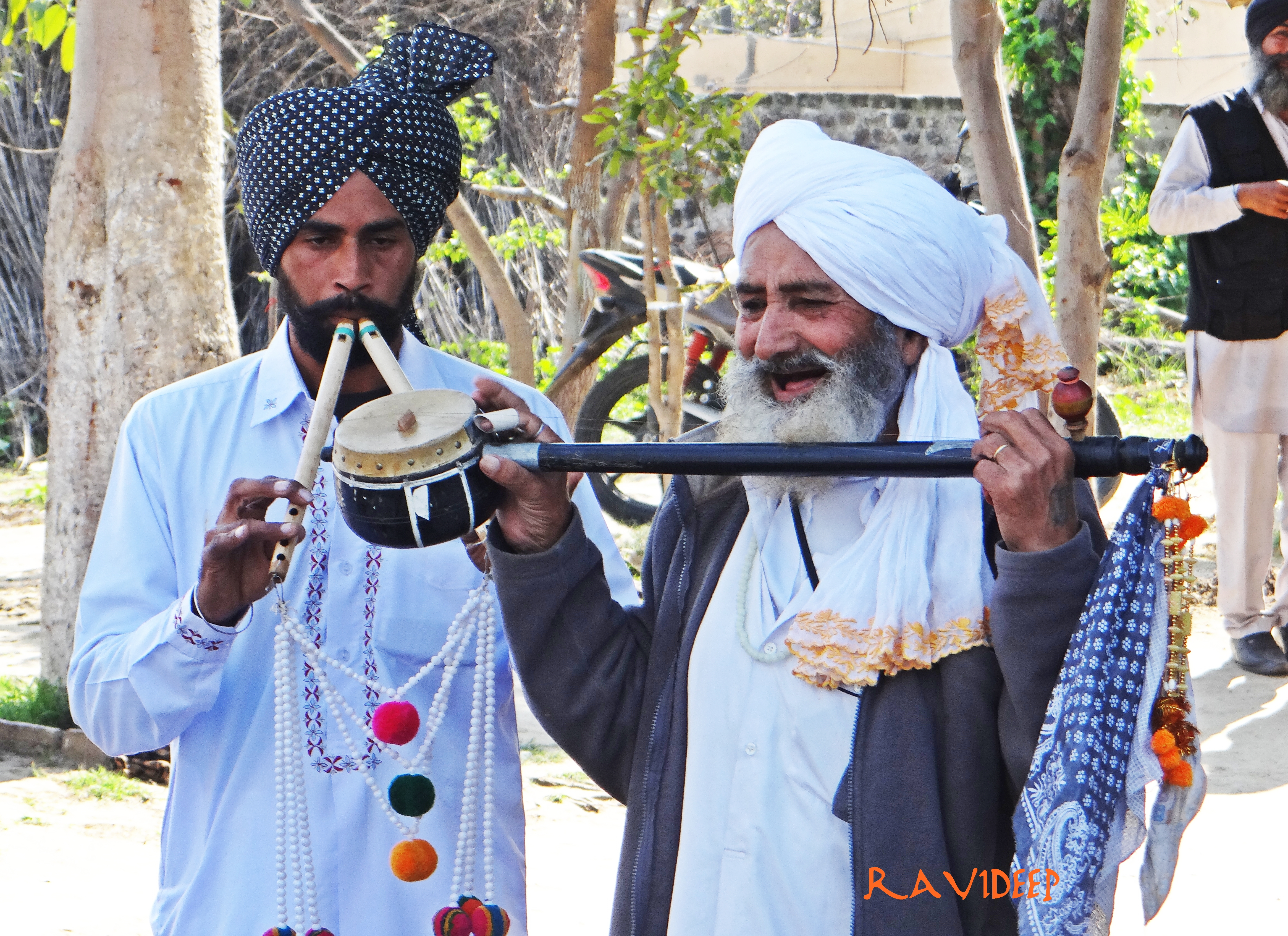
Bambus-Doppelflöte alghoza und die einsaitige Zupflaute tumbi im Punjab.

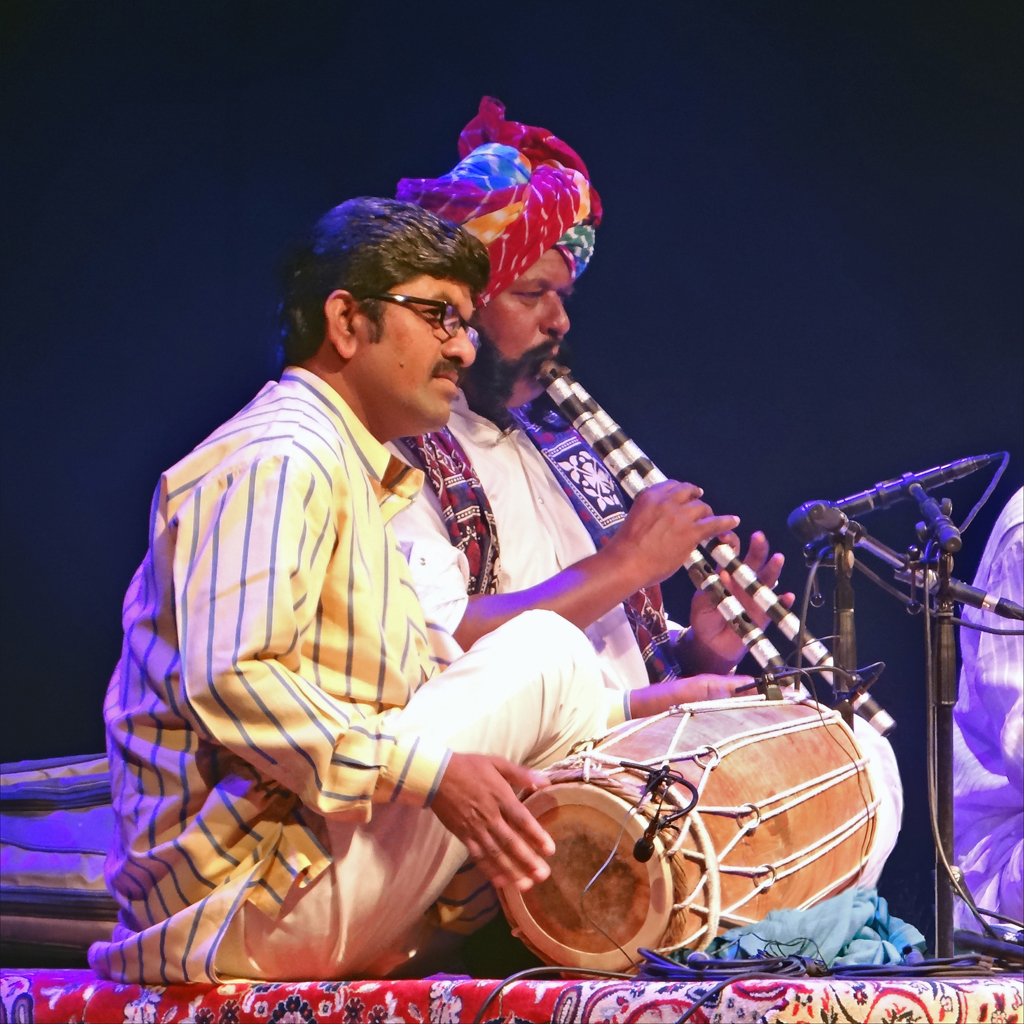
Doppelflöte satara (ähnlich der doneli) und Fasstrommel dholki. Musiker der Langa, eine Ethnie in Rajasthan.

Doppelflöten sind in unterschiedlichen Formen im nördlichen Südasien verbreitet. In der pakistanischen Provinz Sindh und im Punjab sind Doppelflöten traditionell Hirteninstrumente und kommen darüber hinaus in der Volksmusik vor. Die alghoza ist eine Doppelkernspaltflöte aus zwei separaten Bambusröhren, die in einem spitzen Winkel angeblasen werden. Die Melodie wird auf beiden Röhren gespielt, manchmal dient eine als Bordun. Im indischen Bundesstaat Rajasthan wird die Kombination aus Melodie- und Bordunröhre satara genannt.
Die entsprechende doneli der pakistanischen Provinz Belutschistan mit sieben Fingerlöchern im rechten Melodierohr und acht Stimmlöchern im linken Bordunrohr wird neben der Unterhaltungsmusik auch bei Besessenheitsritualen und in der religiösen Musik der Sufis gespielt. Bei der Bordunröhre werden alle Löcher bis auf eines mit Wachs verschlossen.
Die pavo in Gujarat besteht aus zwei Bambusröhren, die etwa 27 Zentimeter lang sind. Die Melodieröhre hat sieben Fingerlöcher und ein Daumenloch, die Bordunröhre hat ein Loch. Die pava (oder binum) im Sindh besteht rechts („weibliche“ Seite) aus einer Melodieröhre mit zwölf Löchern, von denen nur die oberen sechs gegriffen werden, und links („männliche“ Seite) aus einer Bordunröhre mit acht Stimmlöchern.
Die jore pavo („paarweise pavo“), die von Viehzüchtern auf der zu Gujarat gehörenden Halbinsel Kathiawar gespielt wird, besteht aus zwei Röhren aus Holz oder Bambus mit jeweils vier Fingerlöchern an den äußeren Enden, die an den inneren Enden über ein Metallröhrchen verbunden sind. An diesem Röhrchen zweigt ein kurzes Mundstück ab, von dem die Luft zu Kerben an den beiden Spielröhren geleitet wird. Andere Namen in Gujarat sind venu, veno, vanso (Sanskrit für „Bambusflöte“) und piho oder pisvo.
Im Bundesstaat Maharashtra heißt diese mittig angeblasene Querflöte surpava. Die aus einem 60 bis 70 Zentimeter langen Bambusrohr bestehende surpava wird senkrecht gespielt. Nur die Grifflöcher der unteren Röhrenhälfte werden zur Melodiebildung benutzt, während die obere Hälfte einen Bordunton produziert. Curt Sachs (1928) bezeichnet diesen Querflötentyp mit einer in der Mitte durchgängig offenen Röhre als „Mittlochflöten“ und unterscheidet sie von den „Doppelquerflöten“, bei denen ein Wachstumsknoten das Rohr in der Mitte in zwei Kammern von leicht unterschiedlicher Länge trennt und dessen Hälften abwechselnd von der Mitte aus angeblasen werden.

### Pazifik, Indonesien
Auf der zu Vanuatu gehörenden Pentecost-Insel im Pazifik gab es eine bua warue („Doppelflöte“) genannte Bambusröhre, die einer einfachen Form der surpava entspricht. An der zwei Internodien langen, dünnen Bambusröhre sind seitlich dicht neben dem mittleren Wachstumsknoten zwei Löcher angebracht. Der Musiker nimmt diese Stelle an den Mund und bläst gleichzeitig in beide Löcher oder abwechselnd in eines hinein, wobei der Trennsteg des Wachstumsknotens dafür sorgt, dass die Luft auf beide Röhrenhälften verteilt wird. An den geschlossenen Enden befindet sich jeweils oben und unten ein Fingerloch. Der Musiker hält die Flöte horizontal an den Enden und überdeckt dabei abwechselnd die Fingerlöcher. Das leise klingende Instrument wurde auch bao bolbol, bao melau oder bao lusur genannt. Erstmals berichtete Felix Speiser, der 1910 bis 1912 eine Expedition auf die Neuen Hebriden unternahm, über diese Doppelquerflöte, die er auf den Inseln Ambrym und Ambae vorfand. Arthur Christopher Moule (1908) berichtet von einer 45 Zentimeter langen Doppelquerflöte (chih) in China, die ungefähr auf einem Drittel ihrer Länge angeblasen wurde. Fünf Fingerlöcher befanden sich auf der langen Seite und ein Fingerloch war am Ende der kurzen Seite angebracht.
Kunz Dittmer (1950) nimmt die seltene Doppelquerflöte zum Anlass, um eine eigene Hypothese zum Ursprung der Kernspaltflöte aufzustellen, die in Südostasien entstanden sei. Aus der Doppelquerflöte habe sich durch zufälliges teilweises Überdecken der Anblaslöcher als Zwischenstufe eine Bandflöte (vom Typus der javanischen suling oder der burmesischen palwei) und daraus die Kernspaltflöte ergeben.
Auf der indonesischen Insel Flores heißen Bambusflöten mit Innenkernspalt foi, während feko den javanischen Flöten suling mit Außenkernspalt entsprechen. Die foi (woi) doa der Nagé und die foi kedi der Ngada (Ethnien in Zentralflores) bestehen aus zwei Flöten, die mit 25 bis 32 Zentimetern gleich lang sind und drei Fingerlöcher besitzen. Sie werden in einem spitzen Winkel zueinander gehalten. Es gibt eine Variante dieses Flötentyps und speziell im Dorf Malasera die Dreifachflöte foi dogo („Dreifach-foi“), bei der über eine mittlere Bordunpfeife an beiden Seiten angebrachte Melodieröhren mit Luft versorgt werden. Die seitlichen Flöten sind oben geschlossen und erhalten Blasluft über ein von der mittleren Flöte ausgehendes Querröhrchen. Alle drei Flötenröhren sind etwa zehn Zentimeter unterhalb auf gleicher Höhe durch einen Wachstumsknoten verschlossen, sodass die Teile darüber eine Windkammer bilden. An den Wachstumsknoten werden die Luftschwingungen nach dem Prinzip der Bandflöten gebildet.  Im Distrikt Tanjung Bunga in Ostflores besitzt das ähnliche Flötenpaar sason rurén (kurz rurén) eine mythische Bedeutung. Die rurén ist in mehreren Erzählungen und Liedern mit Trennung, Verlust und gewaltsamem Tod verbunden.
Über einfache Doppelkerbflöten in Südafrika, die aus zwei unterschiedlich langen und mit Fasern verbundenen Pflanzenröhren bestehen, wie sie auch bei der Längsflöte igemfe verwendet wurden, berichtet Percival R. Kirby (1934). Sie stellten Nachbildungen europäischer „Polizei“-Pfeifen dar.

### Amerika

#### Mesoamerika

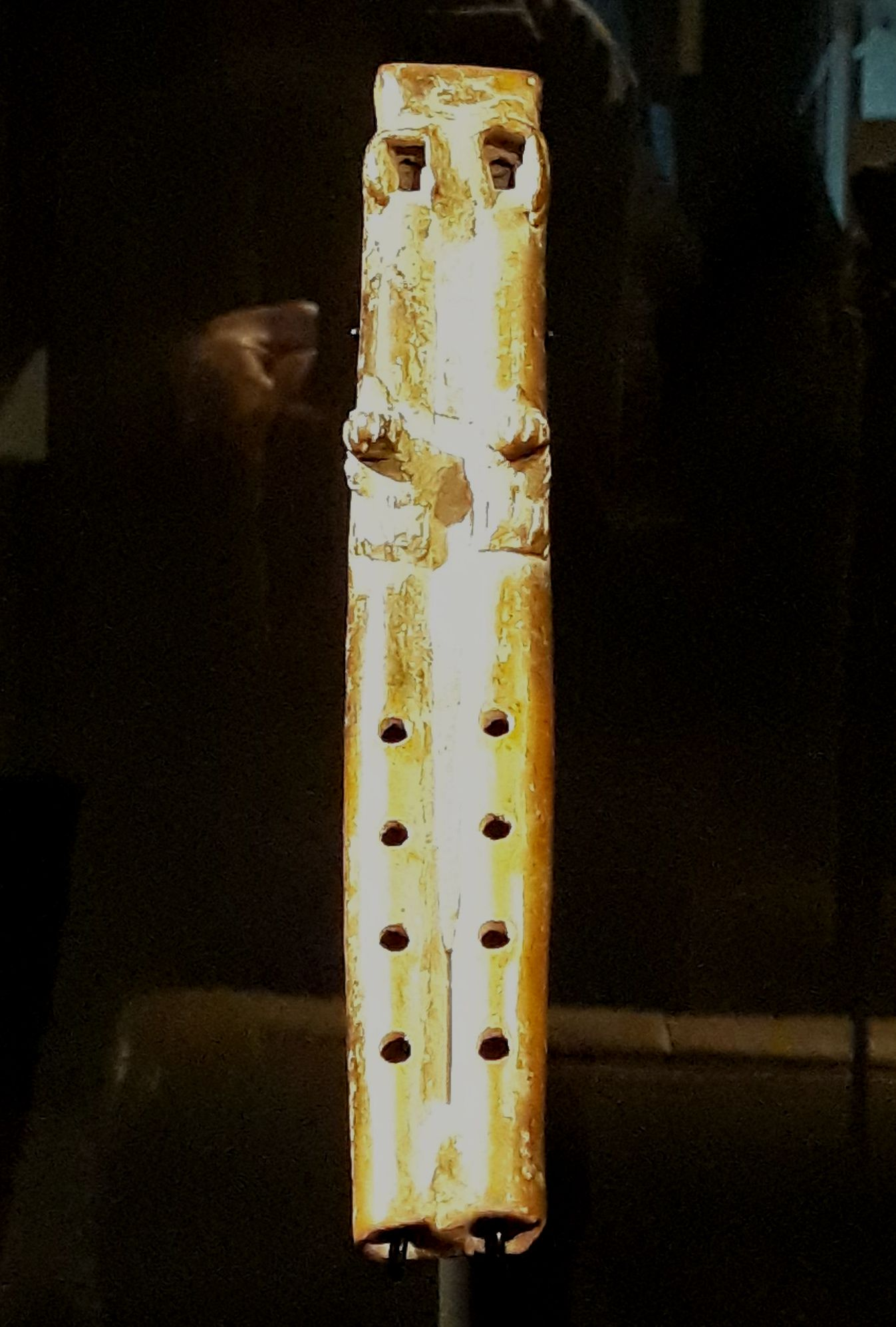
Aztekische Doppelflöte aus Keramik, Mitte 14. Jahrhundert bis 1521.

Zu den archäologischen Funden in Mexiko gehören mehrere Arten von Kerbflöten und Endkantenflöten aus Ton, Knochen, Pflanzenrohr und Metall. Aus der vorklassischen Zeit, etwa 500 v. Chr., stammen Doppelgefäßflöten in Menschen- oder Tiergestalt, die in Tlatilco im Tal von Mexiko gefunden wurden. Bei einem etwa 15 Zentimeter hohen, menschlichen Figurenpaar wird durch den Kopf eingeblasen und die Luft produziert beim Entweichen durch Öffnungen in den Beinstummeln zwei Töne in einem Sekundintervall. Ein vierbeiniges, tiergestaltiges Exemplar von 9,5 Zentimetern Höhe bringt die Töne es2 und f2 hervor.
Aus dem westlichen Mexiko (Bundesstaat Jalisco) sind um die Zeitenwende gefertigte Doppelflöten mit Schnabel und einer einfach gestalteten dickwandigen Tonröhre erhalten. Dickwandig und vermutlich als Massenware hergestellt wurden auch um 300 n. Chr. datierte Doppelflöten aus dem dortigen Bundesstaat Colima. Die Kerben der beiden Tonröhren mit jeweils vier Fingerlöchern wurden über einen sich verjüngenden Schnabel angeblasen. Wie die Doppelflöten gespielt wurden, zeigen zwei Tonfigur aus Jalisco (Zeitenwende und um 300 n. Chr.). Die Musiker stehen breitbeinig und halten die Flöte mit angewinkelten Armen schräg nach unten und etwas zur Seite.
Aus Teotihuacán sind Dreifach- und Vierfachflöten erhalten, die in das 5. und 6. Jahrhundert n. Chr. datiert werden und ungefähre Terzintervalle produzierten. Noch aus vorkolumbianischer Zeit stammt eine Doppelflöte mit der gleichen Position der Fingerlöcher an beiden Röhren. Sie könnte als laut tönendes Signalinstrument verwendet worden sein. Eine um 500 n. Chr. datierte Darstellung eines Doppelflötenspielers im Colima-Stil (um 300–800 n. Chr.) von Nordwestmexiko ist eine 38 Zentimeter hohe Tonfigur. Der Musiker hält die Doppelflöte mit je vier Grifflöchern nahezu waagrecht mit beiden Händen. Weitere Musikerfiguren aus Ton im Colima-Stil mit Längsflöten, Panflöten, Rasseln und Trommeln belegen eine vielfältige Musikkultur in dieser Zeit. Dem Colima-Stil zugerechnete Funde von Kernspaltdoppelflöten mit gemeinsamer Anblasöffnung bestehen typischerweise aus schwarzgefärbtem Ton und besitzen vier parallele Grifflöcher in jeder Röhre, weshalb sie für eine Art Serienanfertigung gehalten werden. Ein 28 Zentimeter langes Exemplar mit durchgängig verbundenen Röhren kann die Töne f1, e1, dis1, d1 und cis1 produzieren. Eine besondere Doppelflöte derselben Region, deren Röhren getrennte Anblasöffnungen haben und nur im oberen und unteren Bereich verbunden sind, erzeugt bei gleicher Röhrenlänge unterschiedliche Tonfolgen. Wenn alle Grifflöcher geschlossen sind, ist als Intervall eine große Sekunde b2 (rechts) – c3 (links) zu hören. Die deutlichen Klangunterschiede beider Röhren verstärken die Einschätzung, es müsse beabsichtigte Formen von Mehrstimmigkeit gegeben haben.
Aus mehreren mesoamerikanischen Kulturen wurden eine Vielzahl von hoch klingenden Doppelflöten gefunden. Möglich ist, dass ihr besonderes Klangbild dazu diente, psychoakustische Effekte auszulösen, die vielleicht als die Stimme einer Gottheit aufgefasst wurden. Um 500 n. Chr. wird eine Doppelflöte von der Golfküste Mexikos datiert, bei der die Tonhöhe durch im Innern der beiden, in einem spitzen Winkel verbundenen Röhren eingeschlossene bewegliche Tonkugeln variiert wird. Wird das von oben eingeblasene und waagrecht gehaltene Instrument seitwärts geneigt, so verändern die zur Seite rollenden Kugeln die Längen der Luftsäulen, wodurch zwei Heultöne entstehen.

#### Südamerika
Aus der archäologischen Stätte Chavín de Huántar in Peru stammt eine um 400 v. Chr. entstandene, 17,5 Zentimeter hohe Tonfigur eines Doppelflötenspielers. Bei der annähernd zylindrischen Hohlfigur erscheinen Gesichtszüge, Flöte und angewinkelte Arme als Flachrelief und sind wie die Kleidung durch eingeritzte Linien angedeutet. An den beiden Flötenrohren sind in ganzer Länge Fingerlöcher erkennbar. Diese Figur belegt die Existenz von Doppelflöten in der Chavín-Kultur, die im Original nicht erhalten sind. Chavín war eine bedeutende Prä-Inka-Kultur im 1. Jahrtausend v. Chr. und verwendete vor allem Schneckenhörner als rituelle Blasinstrumente.

#### Nordamerika
In einem spitzen Winkel verbundene, gedoppelte Kernspaltflöten aus Holz oder Bambus gehören in den Vereinigten Staaten zu den Native American flutes. Die von mehreren nordamerikanischen Indianervölkern gespielten „Indianerflöten“ haben eigene Namen in den jeweiligen Sprachen. Indianische Kernspaltflöten sind seit dem 19. Jahrhundert bekannt und werden heute auch in unterschiedlichen populären Musikstilen verwendet.

## Rohrblattinstrumente
Zu den gedoppelten Einfachrohrblattinstrumenten („Doppelklarinetten“, englisch  double clarinet, französisch double chalumeau) oder gedoppelten Rohrpfeifen, die manchmal fälschlich als „Doppelflöten“ bezeichnet werden, gehören:
- Alboka im Baskenland
- Arghul in Ägypten
- Çifte (türkisch „gedoppelt“), auch çifte kaval oder çifte düdük in der Türkei
- Gosho dilli tüýdük der Turkmenen
- Midschwiz in der Levante
- Qoshnay in der tadschikischen Musik
- Zummara vor allem in Ägypten, Nordafrika und Irak